# ستان كوسلويسكي
ستان كوسلويسكي (بالإنجليزية: Stan Kozlowski)‏ هو لاعب كرة قدم أمريكية أمريكي، ولد في 25 فبراير 1924 في Rumford, Rhode Island ‏ في الولايات المتحدة، وتوفي في 23 أغسطس 1972.

## وصلات خارجية
- ستان كوسلويسكي على موقع مرجع كرة القدم المحترفة.كوم (الإنجليزية)